# موتور عبدالرحمن درفشه
موتور عبدالرحمن درفشه یک منطقهٔ مسکونی در ایران است که در دهستان پیرسهراب واقع شده‌است. موتور عبدالرحمن درفشه ۵۴ نفر جمعیت دارد.